# Man to Man (1930)
Man to Man is een Amerikaanse dramafilm uit 1930 onder regie van Allan Dwan met in de hoofdrol Phillips Holmes. De film is gebaseerd op het verhaal Barber John's Boy van de schrijver Ben Ames Williams.

## Verhaal
Mike Bolton (Phillips Holmes) is een topatleet aan de universiteit. Hij weet dat zijn vader John (Grant Mitchell) al 18 jaar in de gevangenis zit, omdat hij de moordenaar van zijn broer doodschoot. Het feit wordt bekend bij zijn studiegenoten. Mike voelt zich daar zeer onbehaaglijk over. Hij breekt zijn studie af en keert terug naar zijn geboorteplaats. Hij vindt werk bij een bank. Zijn collega Emily (Lucille Powers) wordt verliefd op hem. Dan wordt zijn vader vrijgelaten. Mike heeft daar problemen mee, hij wil liever niets met zijn vader te maken hebben want hij schaamt zich voor hem. Maar zijn vader wil graag een vriendschappelijke relatie met hem aangaan. Mike heeft het gevoel dat mensen hem veroordelen vanwege zijn vader. Zijn vader gaat weer werken als kapper in een zaak tegenover het bankgebouw waar Mike werkt, dus ze zien elkaar regelmatig. Maar Mike blijft zich afstandelijk tegenover zijn vader gedragen. Mike wil graag de stad verlaten samen met Emily. Maar daarvoor heeft hij geld nodig. Zijn collega Vint (Dwight Frye) is ook verliefd op Emily en bedenkt een manier Om Mike te beschuldigen van diefstal.

## Rolverdeling
| Acteur                 | Personage          |
| ---------------------- | ------------------ |
| Phillips Holmes        | Michael Bolton     |
| Grant Mitchell         | John Martin Bolton |
| Lucille Powers         | Emily Saunders     |
| Otis Harlan            | Rip Henry          |
| Dwight Frye            | Vint Glade         |
| Russell Simpson        | Oom Cal            |
| George F. Marion       | Jim McCord         |
| Paul Nicholson         | Ryan               |
| Robert Emmett O'Connor | Sheriff            |
| John Larkin            | Bildad             |